# Ingegneria dell'informazione

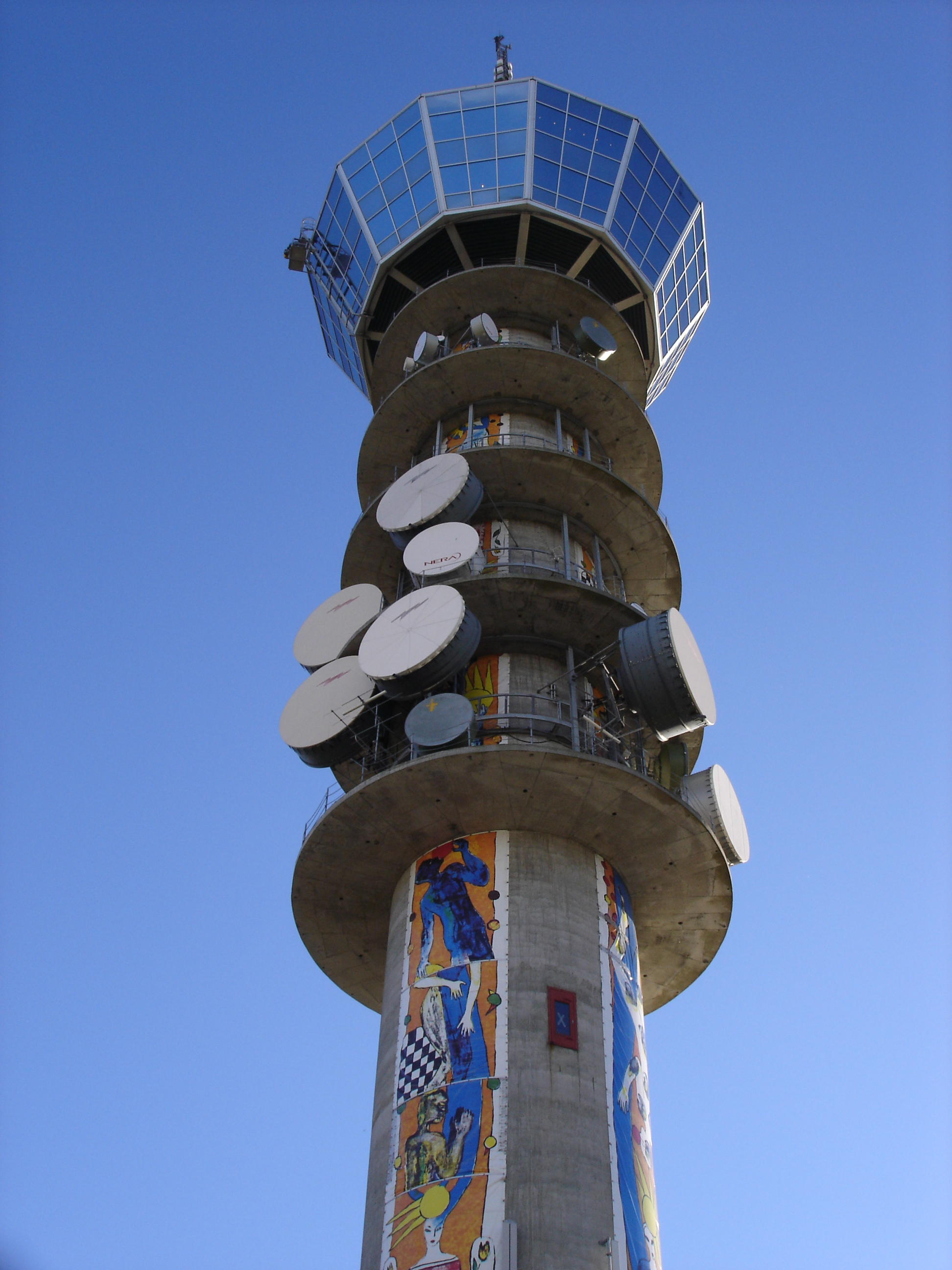
Torre Antenna per radiocomunicazione

L'ingegneria dell'informazione è il settore dell'ingegneria che si occupa della progettazione, realizzazione e gestione dei sistemi di trattamento e trasporto delle informazioni, caratterizzata da un forte aspetto multidisciplinare che include competenze diverse a vari livelli, sia hardware che software.
Essa raggruppa le discipline ingegneristiche che si occupano della gestione di flussi di "risorse", siano queste di natura materiale (come beni o infrastrutture) o immateriale (come dati o servizi). In particolare consiste nello studio della trasmissione, dell'elaborazione, della conservazione (memorizzazione) e del trattamento dell'informazione.

## Discipline tipiche
Gli ingegneri dell'informazione hanno competenze i varie discipline:
- Matematica (algebra, geometria, analisi matematica, statistica e matematiche applicate)
- Fisica (tipicamente fisica sperimentale e moderna)
- Elettronica (analogica e digitale)
- Elettrotecnica
- Teoria dei segnali
- Elaborazione numerica dei segnali
- Comunicazioni elettriche
- Comunicazioni ottiche
- Propagazione guidata
- Antenne
- Radiocomunicazioni
- Teoria dei sistemi
- Controllo automatico
- Robotica
- Telematica
- Reti di Telecomunicazioni
- Programmazione
- Reti logiche
- Basi di dati
- Sistemi Informativi
- Intelligenza artificiale
- Telerilevamento
- Ingegneria della conoscenza

## Branche dell'ingegneria
L'ingegneria dell'informazione nel complesso è un ambito estremamente vasto ed articolato. Ne segue che nel tempo sono andate creandosi diverse ramificazioni, ognuna delle quali differisce anche in modo importante per tematiche e metodi. Segue un elenco non esaustivo delle principali ramificazioni che hanno maturato una propria identità distintiva:
- Ingegneria dell'automazione
- Ingegneria elettronica
  - Ingegneria acustica
- Ingegneria informatica
- Ingegneria delle telecomunicazioni

## Nel mondo

### In Italia
In Italia l'ingegneria dell'informazione è un "settore scientifico-disciplinare" riconosciuto dalla legge. In particolare la disciplina si articola in sette settori afferenti al raggruppamento "ING-INF":

- ING-INF/01 ELETTRONICA
- ING-INF/02 CAMPI ELETTROMAGNETICI
- ING-INF/03 TELECOMUNICAZIONI
- ING-INF/04 AUTOMATICA
- ING-INF/05 SISTEMI DI ELABORAZIONE DELLE INFORMAZIONI
- ING-INF/06 BIOINGEGNERIA ELETTRONICA E INFORMATICA
- ING-INF/07 MISURE ELETTRICHE E ELETTRONICHE

Formazione
Università ed enti equiparabili possono decidere di erogare percorsi di formazione atti a conseguire un titolo di studio necessario (ma non sufficiente) per l'esercizio della professione di ingegnere dell'informazione. Tra i più comuni figurano:
- Ingegneria elettronica
- Ingegneria delle telecomunicazioni
- Ingegneria informatica
- Ingegneria dell'automazione
- Ingegneria biomedica
- Ingegneria fisica
- Ingegneria meccatronica
- ingegneria gestionale
- Sicurezza informatica

Professione
In Italia i percorsi di laurea in ingegneria consentono di acquisire il titolo di "Dottore in ingegneria". Per ottenere il titolo di "ingegnere" è necessario, dopo la laurea, superare un esame di abilitazione alla professione e successivamente iscriversi all'albo professionale degli ingegneri.

Nello specifico, l'ingegnere dell'informazione è un professionista iscritto al settore C dell'albo.